# Birgerus Petri Wadstenius
Birgerus Petri Wadstenius, född 1520 i Vadstena, död 1595, var en svensk präst.

## Biografi
Wadstenius föddes 1520 i Vadstena. Han studerade utomlands och avlade magistergraden där. Wadstenius var hovpredikant hos Johan III. Han blev 1580 kyrkoherde i Vreta klosters församling och samma år kontraktsprost i Gullbergs kontrakt. Wadstenius skrev under Uppsala möte år 1593. Han avled 1595 och begravdes av biskopen Petrus Benedicti Oelandus.

### Familj
Wadstensius var gift med en änka. Hon hade tidigare varit gift med Benkt.